# Dodrante
Il dodrante era una moneta di  bronzo emessa eccezionalmente durante la Repubblica romana.
Il dodrante, pari a tre quarti dell'asse (cioè 9 once), fu battuto solo due volte: nel 127 da Marco Cecilio Metello, Q. f. e nel 126 a.C. da C. Cassio.
Cassio assieme al dodrante ha emesso anche il bes, una denominazione ancora più rara, pari a due terzi dell'asse, cioè otto once.

## Il dodrante di Metello
Dritto: Vulcano volto verso destra, che indossa un pileo circondato da una corona d'alloro; tenaglie sulla spalla, S ••• dietro.
Rovescio: Prua di nave dx, intorno M•METELLUS; sopra scudo macedone,  S ••• davanti, ROMA sotto.
Il monetario oltre al dodrante, ha emesso anche un denario, un semisse, un triente ed un quadrante.
Le monete hanno i seguenti tipi e simboli:
| Denario   | Roma dx, ROMA                                               | Scudo macedone, intorno M•METELLUS•Q•F. Sullo scudo testa di elefante. Corona d'alloro intorno |
| Dodrante  | Vulcano dx, con pileo e tenaglie sulla spalla, S ••• dietro | Prua. Intorno nome del monetario, sopra scudo macedone valore e sotto ROMA                     |
| Semisse   | Saturno dx, dietro S                                        | Prua con nome del monetario e valore                                                           |
| Triente   | Minerva dx, ••••                                            | Prua con nome del monetario e valore                                                           |
| Quadrante | Ercole dx, •••                                              | Prua con nome del monetario e valore                                                           |

Il Metello è molto probabilmente M. Cecilio Metello Q. f. Q. n., il console del 115 a.C.
Lo scudo macedone e la corona d'alloro alludono alla vittoria ottenuta dal padre del monetario, Quinto Cecilio Metello Macedonico, nel 148 a.C.  La testa di elefante allude alla vittoria di un altro Metello, Lucio Cecilio Metello, console nel 251 a.C. Vulcano, che appare sul dodrante, era, secondo Virgilio (Aen VII, 678) il padre di Ceculo, l'antenato dei Cecili Metell, come riporta anche Sesto Pompeo Festo.
Classificazione:
- Ernest Babelon: Caecilia 29 segg., Sydenham: 480 segg., Crawford: 263

## Il dodrante di Cassio
Dritto: Vulcano dx, con pileo e tenaglie sulla spalla, S ••• dietro.
Rovescio:Prua  C.CASSI sopra,  S ••• davanti
La moneta presenta al dritto la testa di Libero a destra con una corona di edera, dietro il segno del valore: S ••. Al rovescio c'è la prua di nave tipica della monetazione romana in bronzo con l'indicazione del magistrato monetario, ROMA sotto, e la stessa indicazione del valore davanti.
Il monetario oltre al bes ed al dodrante, ha emesso anche un denario ed un quadrante. Di quest'ultima moneta è noto un solo esemplare nella collezione capitolina.
Le monete hanno i seguenti tipi e simboli:
| Denario   | Roma dx e urna per le votazioni dietro                      | Libertà su quadriga, pileo nella mano destra |
| Dodrante  | Vulcano dx, con pileo e tenaglie sulla spalla, S ••• dietro | Prua con nome del monetario e valore         |
| Bes       | Libero dx, S •• dietro                                      | Prua con nome del monetario e valore         |
| Quadrante | Ercole dx, •••                                              | Prua con nome del monetario e valore         |

Probabilmente è il figlio del Gaio Cassio Longino che fu console nel 124 a.C.
L'urna, i pilei ed i riferimenti alla Libertà dovrebbero alludere alla Lex Cassia tabellaria del 137 a.C. che introdusse il voto segreto per i processi popolari.
Classificazione:
- Ernest Babelon: Cassia 3, Sydenham: 504, Crawford: 266